# Anisomys imitator
Anisomys imitator és una espècie de mamífer rosegador de la família dels múrids. És l'única espècie del gènere Anisomys. Són rosegadors de grans dimensions, amb una llargada de cap a gropa de 215 a 285 mm i amb una cua de 285 a 359 mm. Poden arribar a pesar fins a 580 g. Es troba a Papua Occidental, Indonèsia i Papua Nova Guinea.